# Románico segoviano

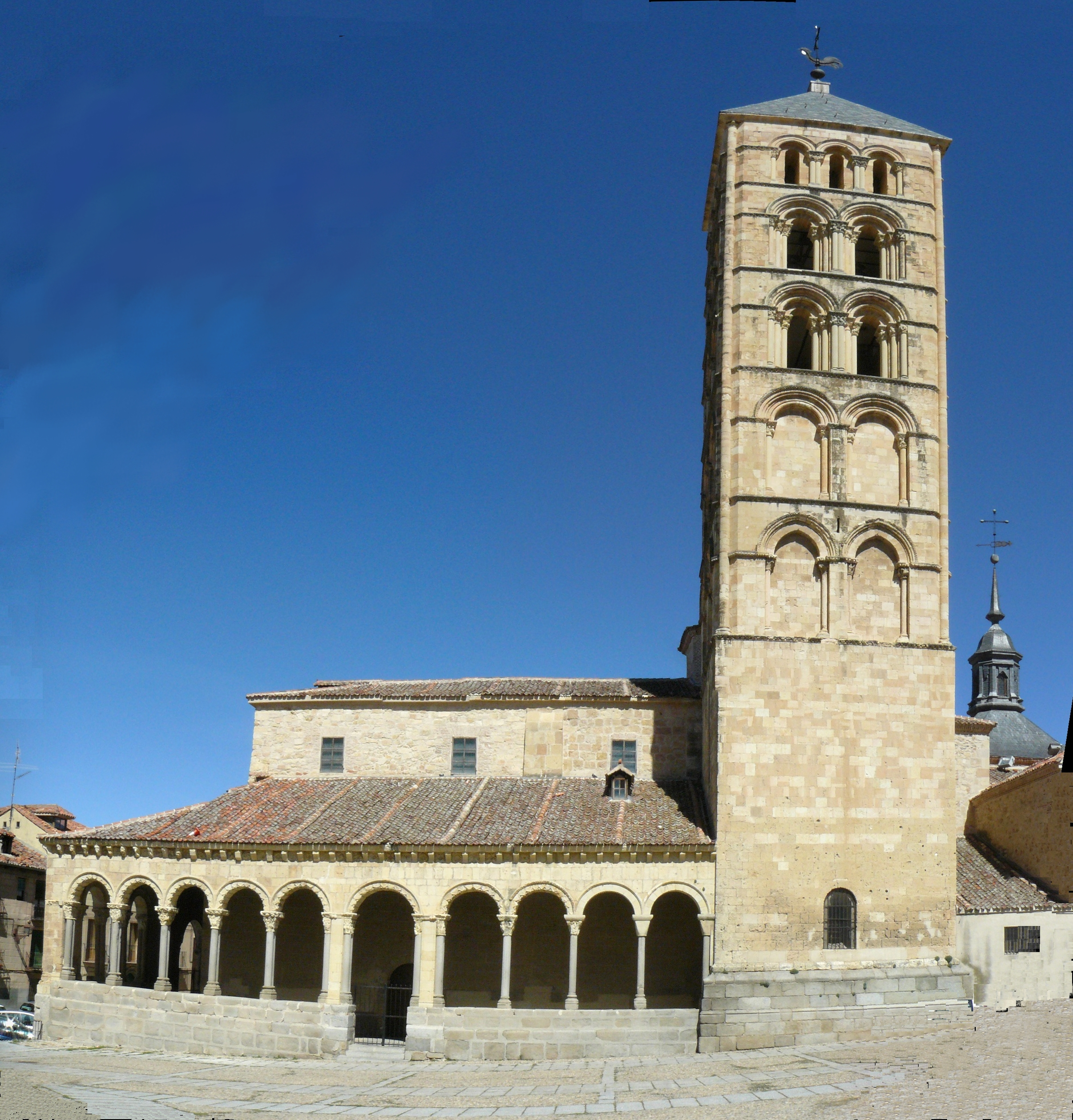
Iglesia de San Esteban (Segovia). Obsérvese la torre y la galería porticada.

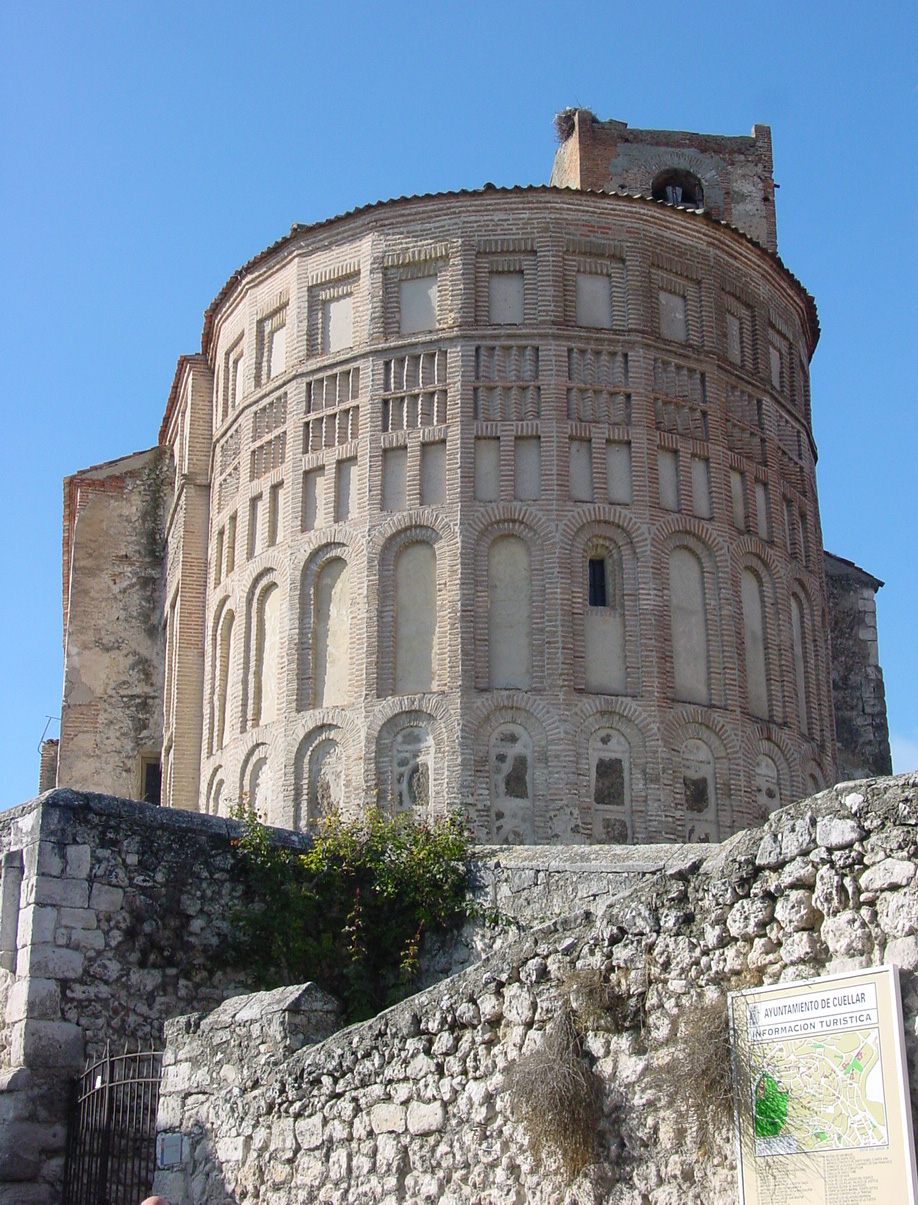
Iglesia de San Esteban (Cuéllar). Obsérvese la traza mudéjar del ábside.

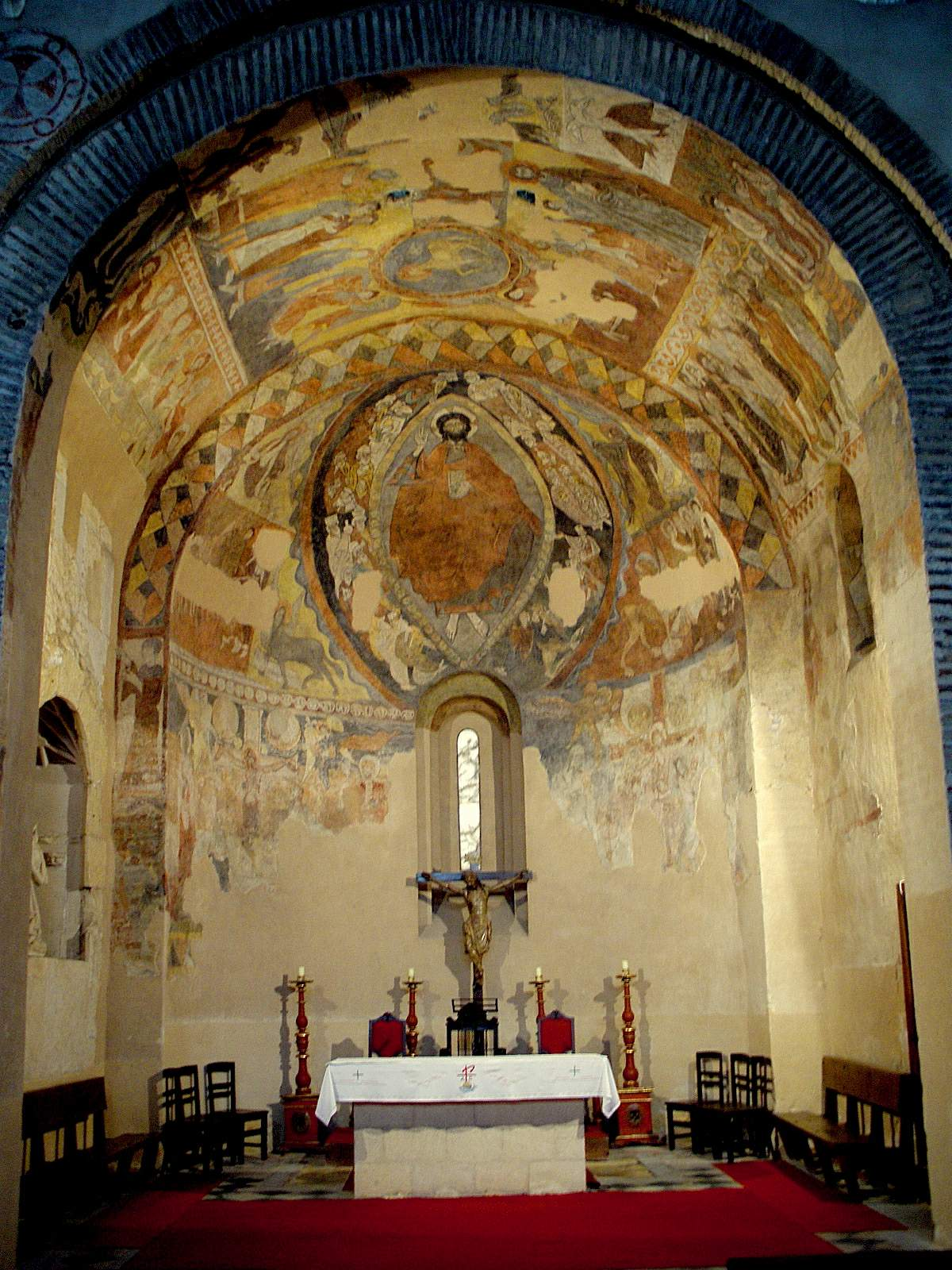
Iglesia de San Justo (Segovia).

Románico segoviano es una subdivisión espacial de arte románico que se centra en la actual provincia de Segovia. Aunque esa división territorial no tenía existencia en la época medieval, una cierta homogeneidad tipológica se mantiene en la arquitectura de una amplia zona que, además de Segovia, se extiende por el territorio de las provincias limítrofes (Soria, Burgos, Ávila, Guadalajara y Madrid) que en la época se conocían como la Extremadura castellana.
Los centros más importantes, además de la propia ciudad de Segovia (a la que un viajero musulmán definió no como una ciudad, sino como una unión de aldeas, bien definidas como parroquias, cada una en torno a su iglesia), son las ciudades que acogieron los grandes concejos con comunidad de villa y tierra: Pedraza, Sepúlveda, Ayllón, Maderuelo, Fuentidueña o Cuéllar (arquitectura mudéjar de Cuéllar); pero notables ejemplos se encuentran dispersos por numerosísimos núcleos rurales.
Cronológicamente es señalada la ausencia de muestras del primer románico, comenzando las más importantes construcciones a partir del románico pleno de finales del siglo XI, como la iglesia del Salvador (Sepúlveda), y comienzos del XII, como la iglesia de San Millán (Segovia), donde se aprecia la influencia del Camino de Santiago. En época más tardía llegó la influencia cisterciense, como en el Monasterio de Santa María la Real (Sacramenia). Caso excepcional es la iglesia de la Vera Cruz (Segovia), de planta centralizada.
Características propias son, la presencia de atrios, pórticos o galerías porticadas abiertas y adosadas al lado sur de las iglesias (que tenían un amplio uso civil y político, como lugar de reunión popular) y la particular esbeltez de las torres-campanario, con varios pisos de arcos. La convivencia con el mudéjar explica el extenso uso del ladrillo, especialmente hacia el oeste (Tierra de Pinares). El estado actual de los edificios incluye en muchos casos particularidades de la arquitectura tradicional de la zona, no precisamente románicas, como son el esgrafiado segoviano y el tejado segoviano ("a la segoviana" o "a torta y lomo").
La subordinación de pintura y escultura al entorno arquitectónico es la propia del arte románico en general, de modo que los espacios más utilizados para las esculturas son los capiteles, los tímpanos y las arquivoltas de las portadas; mientras que los ábsides lo fueron para las pinturas, aunque muy pocas se han conservado: muy notables son las de la iglesia de San Justo (Segovia) y las de la ermita de la Vera Cruz de Maderuelo.

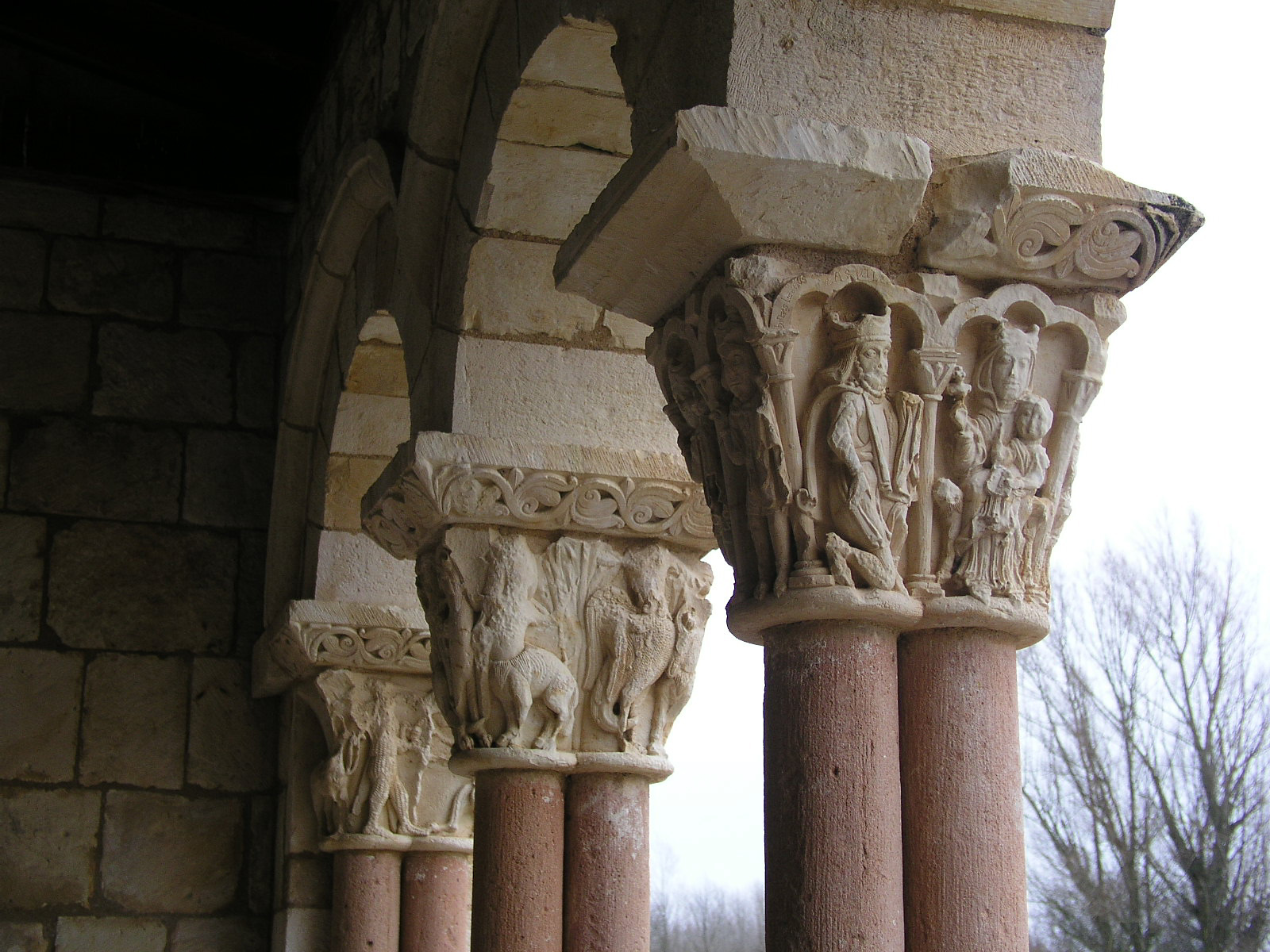
Capiteles del pórtico de la iglesia de Nuestra Señora de la Asunción (Duratón).
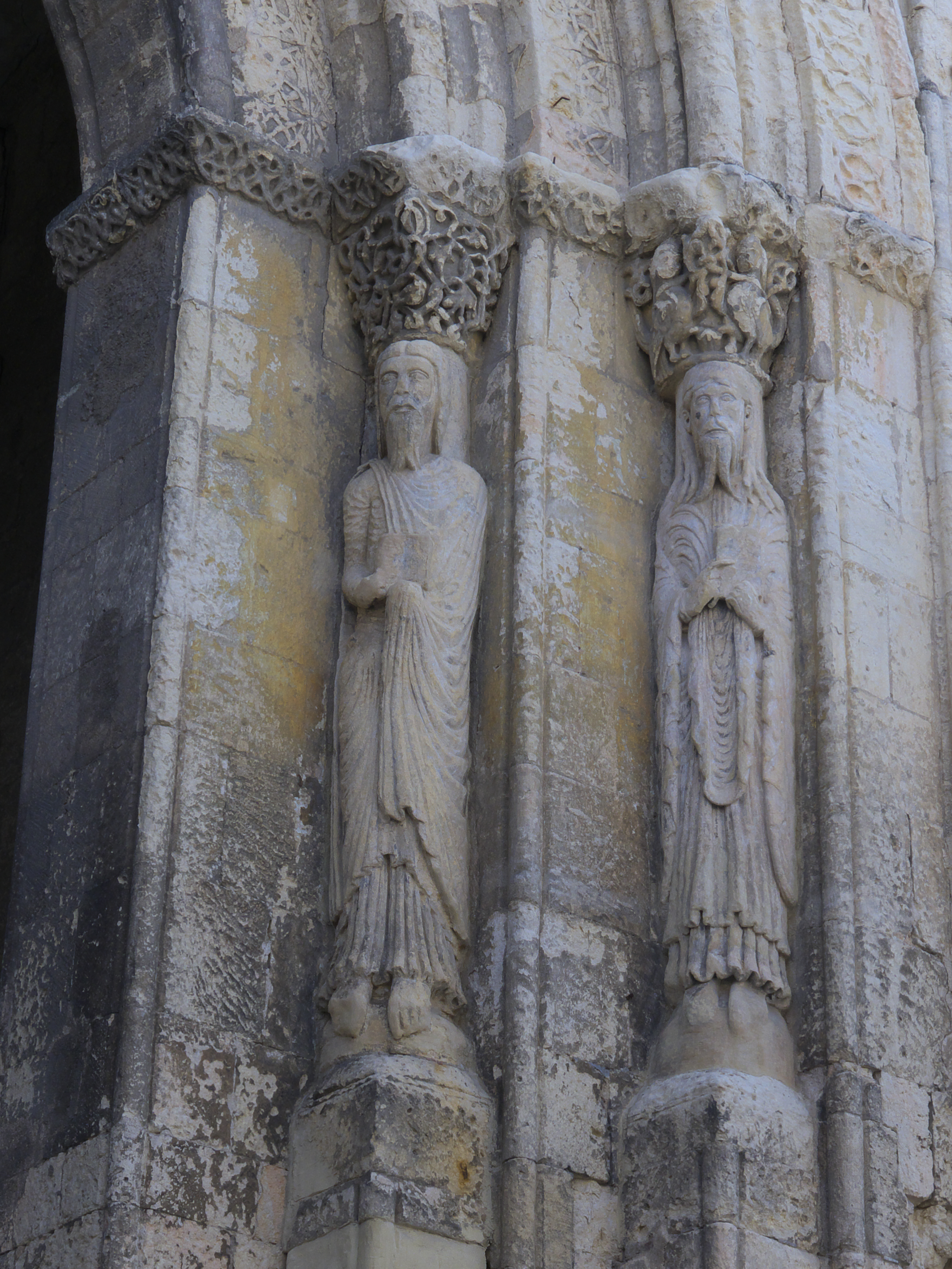
Base de las arquivoltas de la portada de la Iglesia de San Martín (Segovia).
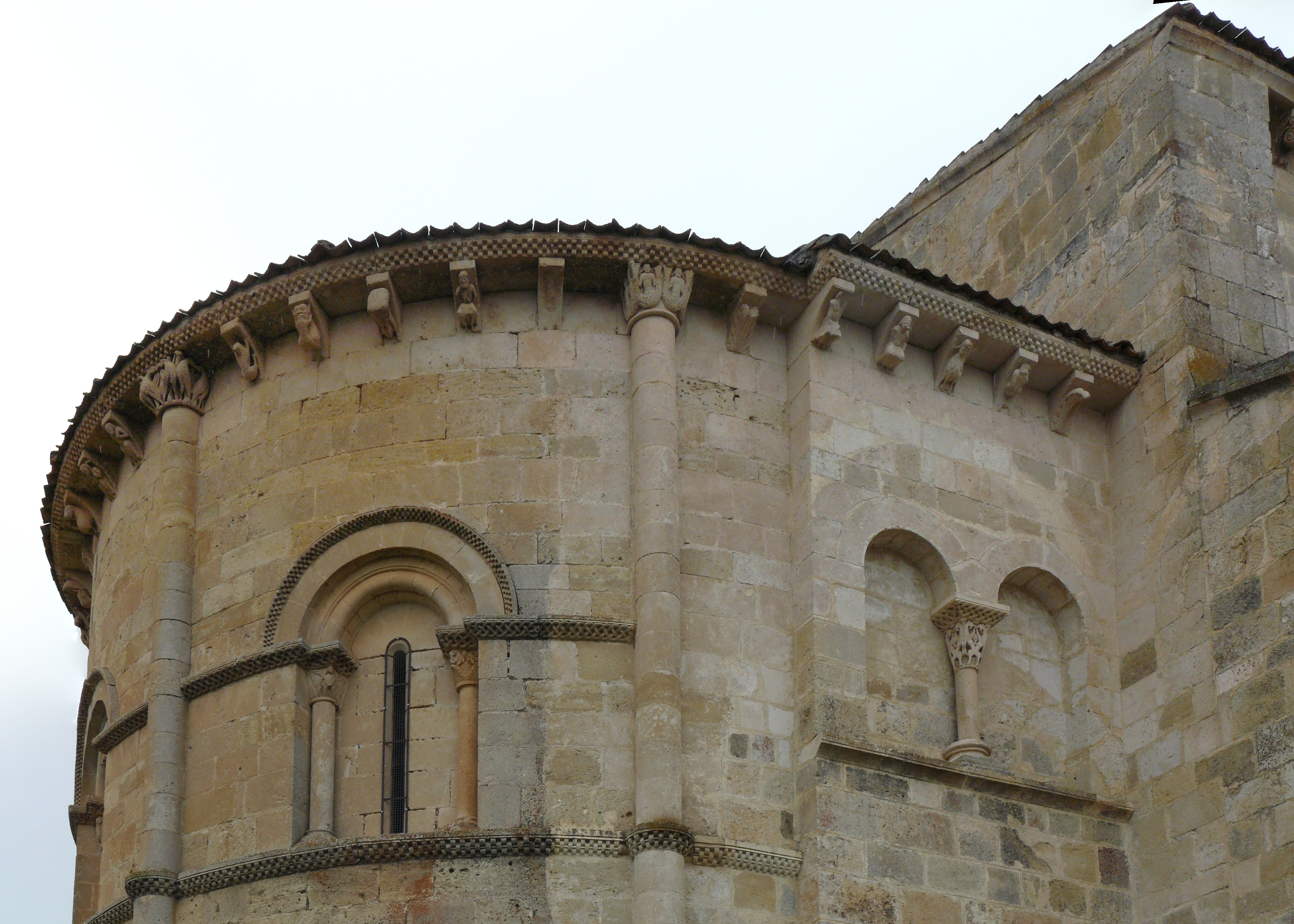
Ábside de la iglesia de San Miguel (Fuentidueña). Obsérvense los canecillos.
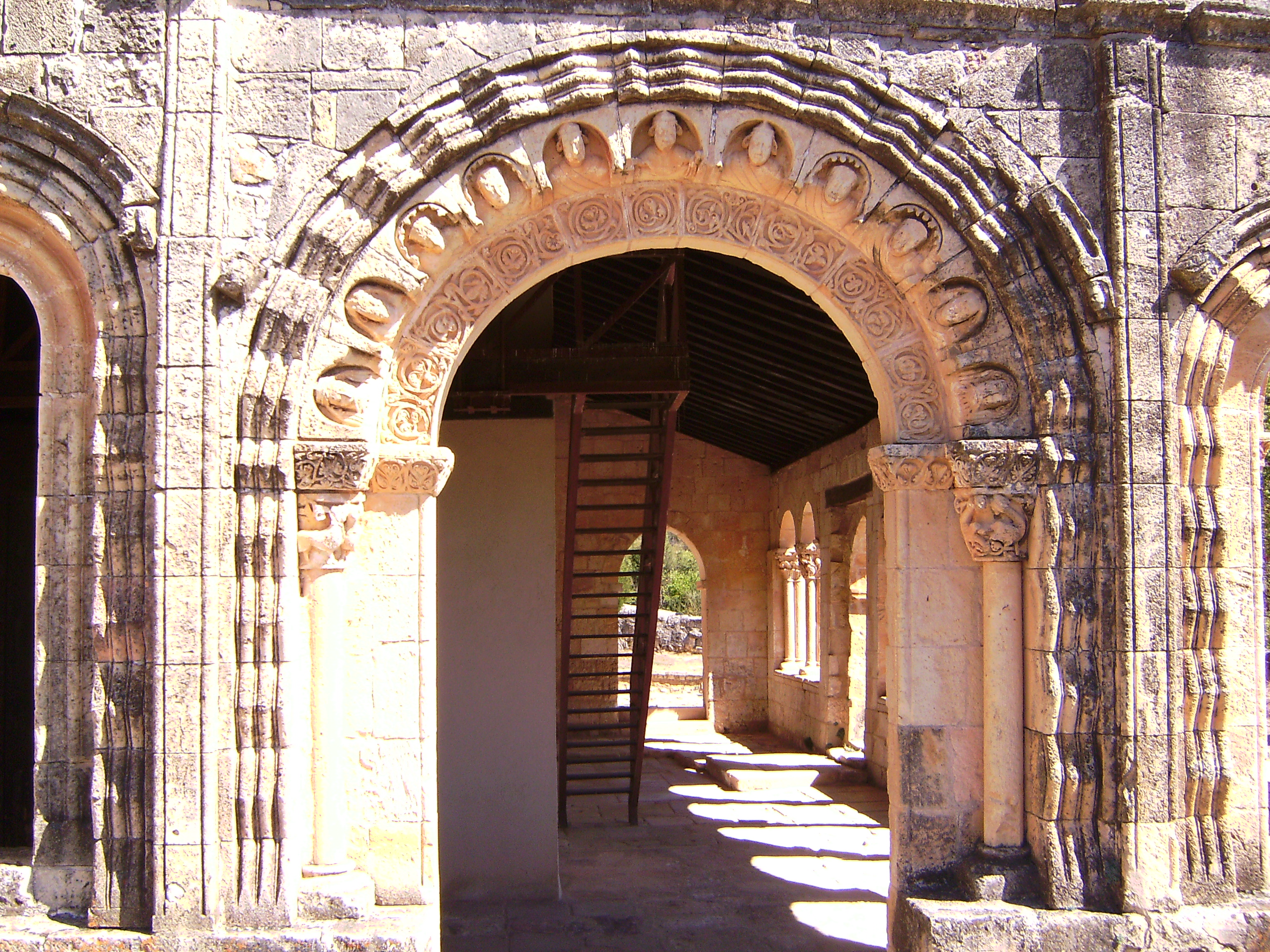
Iglesia de San Juan Bautista (Orejana).